# Metanisakis
Metanisakis ist eine Gattung der Spulwürmer mit sieben Arten. Sie sind Parasiten bei Plattenkiemern, vor allem bei Haien.

## Merkmale
Die Innenseite der drei Lippen ist nicht wie bei Acanthocheilus mit Zähnen besetzt, sondern weist zwei querverlaufende gesägte Leisten auf. Der Ventriculus ist oval bis ellipsoidal. Die Spicula sind lang und haben flügelartigen Verbreiterungen.

## Arten
Zur Gattung gehören folgende Arten:
- Metanisakis baylisi Rudolphi, 1819
- Metanisakis baylisi (Gibson, 1973)
- Metanisakis rajae (Yamaguti, 1941)
- Metanisakis rotundata Punt, 1941
- Metanisakis rotundatum Rudolphi
- Metanisakis sulamericana (Santos, Lent & Gibson, 2004)
- Metanisakis tricupola (Gibson, 1973)